# Anguidae
Anguidae este o familie de șopârle.